# Snapphanar (miniserie)
Snapphanar är en svensk miniserie i tre entimmesavsnitt från 2006 av och för Sveriges Television. 
Serien visades 25–27 december 2006 och är ett historiskt inspirerat drama om kampen mot svenskt styre i Skåne på 1600-talet. Serien regisserades av Måns Mårlind och Björn Stein. Filmens inspelningsplatser var placerade mestadels i Litauen och i Skåne (exempelvis Tykarpsgrottan).

## Kritik
Bland andra historikern Hanne Sanders har kritiserat serien Snapphanar för att underbygga historiska missuppfattningar. 
Bland annat existerade inte någon skånsk nationalism på 1600-talet som den framställdes i serien. 
Att motståndsmännen stolt kallar sig själva "snapphanar" är också helt ohistoriskt, enligt Sanders, eftersom det var ett svenskt öknamn. 
Seriens skapare har dock avfärdat kritiken och menar att syftet med serien i första hand inte var att följa historiska fakta, utan bara att skapa en underhållande TV-serie med inspiration av en historisk händelse.

## Rollista (i urval)
- André Sjöberg (Nils Geting)
- Tuva Novotny (Hedvig Sparre)
- Malin Morgan (Svart-Stina)
- Jörgen Persson (Räddstor)
- Samuel Hellström (Josua Swartz)
- Adam Lundgren (Davis Swartz)
- Anders Ekborg (Gabriel Leijonhufvud)
- Gustaf Skarsgård (Karl XI)
- Peter Andersson (Erik Dahlbergh)
- Harald Leander (Olof Geting)
- Jonas Karlström (Jakob Geting)
- Kim Bodnia (Sergeanten)

## Övriga medverkade
- Niklas Rockström (Manus)
- Carl-Michael Herlöfsson (Musik)